# 楊部射
楊部射（？—？）是第三任播州土司，其活躍年代位於五代時期。
楊部射是第二代土司楊牧南（牧南侯楊曄）之子，也是第一代土司楊端之孫。本名楊溥，部射是其官名。當時九溪十八洞尚未歸附，他與祖、父三代都希望征服他們。楊部射選拔將士攻打罗闽部族，当时罗闽附于南射。楊部射領兵深入，羅閩部族隱藏了將士，將楊部射的後路截斷。楊部射力戰陣亡，其子楊三公抱父屍不去，被羅閩部族擒獲。